# Universiteitsbibliotheek Twente
De Universiteitsbibliotheek Twente  is de bibliotheek van de Universiteit Twente (University of Twente). Naast het aanbieden van fysieke boeken en andere media, is de universiteitsbibliotheek ook verantwoordelijk voor een groot deel van andere voorzieningen en services voor studenten.

## Geschiedenis
Bij de oprichting van de derde technische hogeschool in Nederland in 1961, werd ook een bijhorende bibliotheek opgericht. In de beginjaren was de bibliotheekvoorziening nog basaal. De bibliotheekdiensten werden gehuisvest in een villa in de Enschedese binnenstad. Bij het gereedkomen van de eerste gebouwen op de campus van de TH Twente werd ook de eerste als bibliotheek gebouwde ruimte in gebruik genomen. Met de opkomst van diverse faculteiten, ontstonden ook de bijbehorende faculteitsbibliotheken. In 1971 werd het gebouw “De Vrijhof” opgeleverd met daarin de Centrale bibliotheek.
Door het samengaan van diverse faculteiten, bezuinigingen, en de opkomst van digitale media, zijn vanaf midden jaren 1990 de diverse faculteitsbibliotheken min of meer overbodig geworden. Ze werden geïntegreerd in de Centrale Bibliotheek in de Vrijhof.

## Locaties
De universiteitsbibliotheek kent twee locaties. De Centrale bibliotheek bevindt zich op de campus in de Vrijhof en de ITC-bibliotheek is gehuisvest in het ITC gebouw aan de Hengelosestraat.

### Voormalige locaties
- Faculteitsbibliotheek CT (Chemische Technologie) 1975 – 2001 (CT gebouw, nu gebouw Langezijds)
- Faculteitsbibliotheek TBK (Technische Bedrijfskunde) 1970-1998 (BB gebouw, nu gebouw Spiegel)
- Faculteitsbibliotheek TW/BSK/WMW (Toegepaste Wiskunde/Bestuurskunde/Wijsbegeerte en Maatschappijwetenschappen) 1972 – 1999 (TW/RC gebouw, nu gebouw Cubicus (het RC-deel is op 20 november 2002 afgebrand))
- Faculteitsbibliotheek WB (Werktuigbouwkunde) 1974-1998 (WB gebouw, nu gebouw Horsttoren)
- Faculteitsbibliotheek EL/TN (Elektrotechniek/Technische Natuurkunde) 1975-2007 (E&F gebouw, nu gebouw Hogekamp)
- Faculteitsbibliotheek TO/INF (Toegepaste Onderwijskunde/Informatica) 1980-1998 (Hal B, later verhuisd naar de aanbouw aan het gebouw Informatica, nu gebouw Zilverling Educafé)

## Collecties
De universiteit beschikte in 2013 over ongeveer 350.000 banden, 35.000 e-books, 200 abonnementen op fysieke tijdschriften en 40.000 digitale tijdschriften. De fysieke boeken zijn verdeeld over de locaties in de Centrale Bibliotheek Vrijhof en de ITC bibliotheek. Naast de benodigde literatuur voor de faculteiten van de universiteit, heeft de bibliotheek ook een algemene collectie boeken over onderwerpen die niet direct gerelateerd zijn aan de opleidingen van de universiteit.
Verder beschikt de universiteit over een aantal speciale collecties, waaronder:
- Boot collectie, gift van dr. J. Boot over onder andere de sociaal-economische geschiedenis van de textielindustrie in Twente.
- Europese Unie collectie, officiële documenten van de Europese Unie, bevattend statistieken, wetgeving en jurisprudentie.
- Beeldbank van de UT, waarin beeldmateriaal van en over de instelling is opgenomen.

## Voorzieningen
Naast de aanlevering van studiemateriaal is de universiteitsbibliotheek ook een aanbieder van studeergelegenheden voor studenten. Ze beschikte in 2013 over ruim 700 studeerplekken (individuele en groepsruimtes) Ook was er een PC-zaal met ruim 70 PC's De universiteitsbibliotheek biedt veel ondersteunende services, trainingen en workshops. Naast instructies over het gebruik van bibliotheeksystemen en databanken verschaft de bibliotheek ook schrijf- en taalcursussen, hulp bij publiceren en dataverwerking voor onderzoekers.